# Juan de Vega y Enríquez de Toledo
Juan de Vega y Enríquez de Toledo (Grajal de Campos, 1563-1611), fue el IX señor de Grajal, Escobar, Villacreces, Melgar, Villelga y Castil de Vela y I conde de Grajal, título concedido por el rey Felipe III el 8 de marzo de 1599.

## Familia
Era el hijo primogénito de Pedro Álvarez de Vega y Osorio (m. 1565), VIII señor de Grajal, Escobar, Villacreces, Melgar, Villelga y Castil de Vela, y de su esposa Jerónima Enríquez de Toledo, hija de Diego Enríquez de Guzmán, III conde de Alba de Liste, y de su segunda esposa Catalina Álvarez de Toledo y Pimentel, y nieto paterno de Juan de Vega y Enríquez de Acuña, VI señor de Grajal, Melgar, Villelga y Palazuelo, y de su esposa y prima Leonor Osorio y Sarmiento.
Contrajo matrimonio con su prima Tomasa de Borja y Enríquez, hija de Elvira Enríquez de Almansa y Borja, V marquesa de Alcañices, grande de España, y de su primer esposo Álvaro de Borja y Castro, embajador en Roma en los Estados Pontificios, e hijo de san Francisco de Borja.
De este matrimonio nacieron: 
- Pedro Álvarez de Vega y Borja Enríquez (1589-1609), II conde de Grajal,[2] casado en 1604 a los quince años de edad con Beatriz Bermúdez de Castro y Menchaca, XV señora de Montaos.[1] Falleció a los veinte años después de tener tres hijos: Juan Álvarez de Vega Bermúdez de Castro y Menchaca, que fue el III conde de Grajal y I marqués de Montaos,[1] Francisco y Antonio.[2]
- Diego Osorio de Vega, monje benedictino.[2]
- Hernando de Vega, también monje benedictino, teólogo, predicador y arzobispo de Charcas en el Perú.[2]

Tuvo también dos hijos ilegítimos: Lope y Facunda.